# Northerns (Südafrika, Cricketteam)
Northerns, bis 1971 North Eastern Transvaal und weiter bis 1995 Northern Transvaal, ist ein südafrikanisches Cricketteam beheimatet in Centurion, dass bis zum Oktober 2004 in den professionellen nationalen Wettbewerben teilgenommen hat. Von da an wurden sie zusammengeschlossen mit Easterns Bestandteil der Titans und spielten weiter unter dem Namen Northerns in den zweitklassigen südafrikanischen Wettbewerben.

## Geschichte
Die Northerns spielten lange Zeit eher in den unteren Regionen der höchsten Ebene des südafrikanischen Crickets. 1984/85 gelang dem Team erstmals im Currie Cup den zweiten Platz zu erzielen, den sie 1994/95 wiederholen konnten. In den Saisons 1996/97 und 1998/99 konnten die Northerns erstmals Erfolge erzielen, als sie jeweils die Standard Bank League für sich entscheiden konnten.
In der Saison 2001/02 gelang noch einmal ein zweiter Platz im Currie Cup.
In der Saison 2003/04 wurden die Provinzteams fusioniert und Northers formte zusammen mit Easterns die Titans.
In den folgenden Jahren gelang dem Team mehrfache Gewinne der First-Class-, List A- und Twenty20-Wettbewerbe der nun semi-professionellen Provinzteams zu gewinnen.

## Stadien
Seit 1996 nutzt das Team hauptsächlich den SuperSport Park in Centurion als Heimstadion.

## Erfolge

### First Class Cricket
Gewinn des Currie Cups (0): –
Gewinn des CSA Provincial Three-Day Competition (1 + 2 geteilt): 2005/06, 2014/15 (geteilt), 2016/17 (geteilt)

### One-Day Cricket
Gewinn des One-Day Cup (0): –
Gewinn des Gillette Cup und Nachfolger (2): 1996/97, 1998/99
Gewinn der CSA Provincial One-Day Competition (3): 2005/06, 2009/10, 2016/17

### Twenty20 Cricket
Gewinn der CSA Provincial T20 (1): 2011/12